# SN 1572
SN 1572 o supernova de Tycho fue una supernova en la constelación de Casiopea, siendo una de las ocho supernovas que se han podido ver a simple vista. Fue observada por el famoso astrónomo Tycho Brahe el 11 de noviembre de 1572, cuando era más brillante que Venus. Para marzo de 1574 su brillo había disminuido de nuevo y ya no era visible a simple vista.
El resto de esta supernova —denominado 3C 10, SNR G120.1+01.4 y CTB 4— fue descubierto como radiofuente en 1952.
En los años 1960 se descubrió su equivalente en el espectro visible —una tenue nebulosa— por científicos del observatorio Palomar y luego fue fotografiada por el telescopio espacial ROSAT.

## Historia
SN 1572 es conocida como la supernova de Tycho por la extensa obra que le dedicó Tycho Brahe, De nova et nullius aevi memoria prius visa stella («Concerniente a la Estrella nueva y nunca antes vista en la vida o memoria de nadie», publicada en 1573 con reimpresiones supervisadas por Johannes Kepler en 1602 y 1610), un trabajo que contiene tanto sus propias observaciones como el análisis de avistamientos de muchos otros observadores.
Otros astrónomos europeos que vieron la supernova fueron Francesco Maurolico, Wolfgang Schüler, Thomas Digges, John Dee y Tadeáš Hájek; entre los españoles la registraron —desde Valencia— Jerónimo Muñoz, de visión mucho más moderna, completa y precisa que la aristotélica que hizo también Bartolomé Barrientos desde Salamanca. 
Las comparaciones entre las observaciones de Brahe y las de Jerónimo Muñoz revelaron que el objeto estaba más distante que la Luna.
En la China de la dinastía Ming, la estrella se convirtió en un asunto entre Zhang Juzheng y el joven emperador Wanli: de acuerdo con la tradición cosmológica, se advirtió al emperador que considerara su mala conducta, ya que la nueva estrella se interpretó como un mal presagio.
Los informes más fiables de la época afirman que la nueva estrella apareció poco después del 2 de noviembre, y para el 11 de noviembre ya era más brillante que Júpiter. Alrededor del 16 de noviembre de 1572, alcanzó su brillo máximo —magnitud aparente -4,0 aproximadamente—, con algunas descripciones comparando su brillo con el de Venus cuando este está en su máximo. La supernova fue visible a simple vista hasta principios de 1574, desvaneciéndose gradualmente hasta que ya no pudo verse.

## Resto de supernova de Tycho
3C 10 es un objeto cuya forma corresponde a una cáscara de simetría esférica.
Entre los aspectos relevantes de su morfología está la naturaleza «grumosa» y «vellosa» de su emisión térmica, identificada como eyecciones, y que puede deberse a inestabilidad Rayleigh-Taylor. Otra particularidad es que el mayor brillo en los bordes del remanente es menos pronunciado de lo esperado, o incluso puede llegar a estar ausente en muchos puntos.
La velocidad de expansión de las eyecciones es de 4700 ± 100 km/s para silicio, azufre y argón, claramente mayor que para el hierro, 4000 ± 300 km/s.
Asimismo, las abundancias de neón, silicio y hierro son mayores que en el Sol, habiéndose también detectado oxígeno en este remanente.

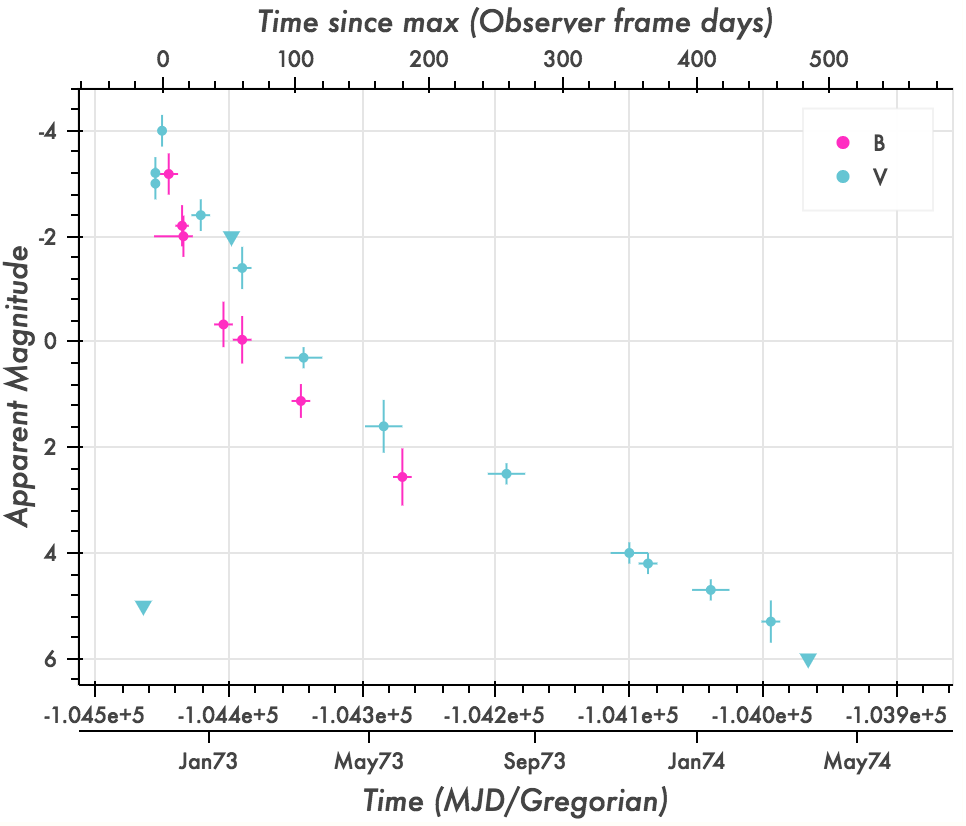
Curva de luz de la Supernova de Tycho, reconstruida a partir de observaciones históricas (vía Open Supernova Catalog)

Se sabe con seguridad que el resto de la supernova de Tycho proviene de una supernova de tipo Ia a partir de la curva de luz observada y del espectro de eco de luz.
Este tipo de supernovas son explosiones termonucleares de enanas blancas de carbono-oxígeno que han sobrepasado el límite de Chandrasekhar por la acreción de masa desde una estrella acompañante.
En este sentido, en 2004 se descubrió una subgigante de tipo G0-G2 (llamada Tycho-G) que puede ser la compañera estelar sobreviviente tras la supernova, y que probablemente era una estrella de la secuencia principal o una subgigante ligeramente evolucionada en el momento de la explosión. No obstante, también se han propuesto otros posibles candidatos —denominados Tycho-B y Tycho-E— como supervivientes de dicho suceso. De acuerdo a investigaciones teóricas y observacionales del resto de la supernova de Tycho, la enana blanca pudo tener una masa semejante a la del Sol y la acompañante una masa un 60 % mayor, siendo el período orbital del sistema 0,794 días.
La distancia a la que se encuentra el resto de supernova de Tycho sigue siendo incierto, pero la mayoría de las estimaciones coinciden en el rango entre 2000 y 4000 pársecs.
Por ejemplo, las observaciones de CO sugieren que las nubes moleculares situadas a 2500 pársecs pueden estar asociadas a este remanente.